# Estação José Francisco Peña Gómez
A Estação José Francisco Peña Gómez é uma das estações do Metrô de Santo Domingo, situada em Santo Domingo Norte, entre a Estação Gregorio Luperón e a Estação Hermanas Mirabal. Administrada pela Oficina para el Reordenamiento del Transporte (OPRET), faz parte da Linha 1.
Foi inaugurada em 29 de janeiro de 2009. Localiza-se no cruzamento da Avenida Hermanas Mirabal com a Avenida Emma Balaguer.